# Britische Mount-Everest-Expedition 1922
Die britische Mount-Everest-Expedition 1922 war die erste Expedition, die ausdrücklich die Erstbesteigung des Mount Everest zum Ziel hatte. Sie endete nach zwei gescheiterten Anläufen und einem schweren Unglück beim dritten Besteigungsversuch. Bei ihr wurde erstmals Sauerstoff aus Druckflaschen als Besteigungshilfe eingesetzt.
Eine Erkundungsexpedition war bereits im Vorjahr in das Gebiet des Mount Everest vorgedrungen. Dabei hatte George Mallory, der auch Teilnehmer der Expedition von 1922 war, eine seiner Meinung nach gangbare Route zum Gipfel entdeckt.

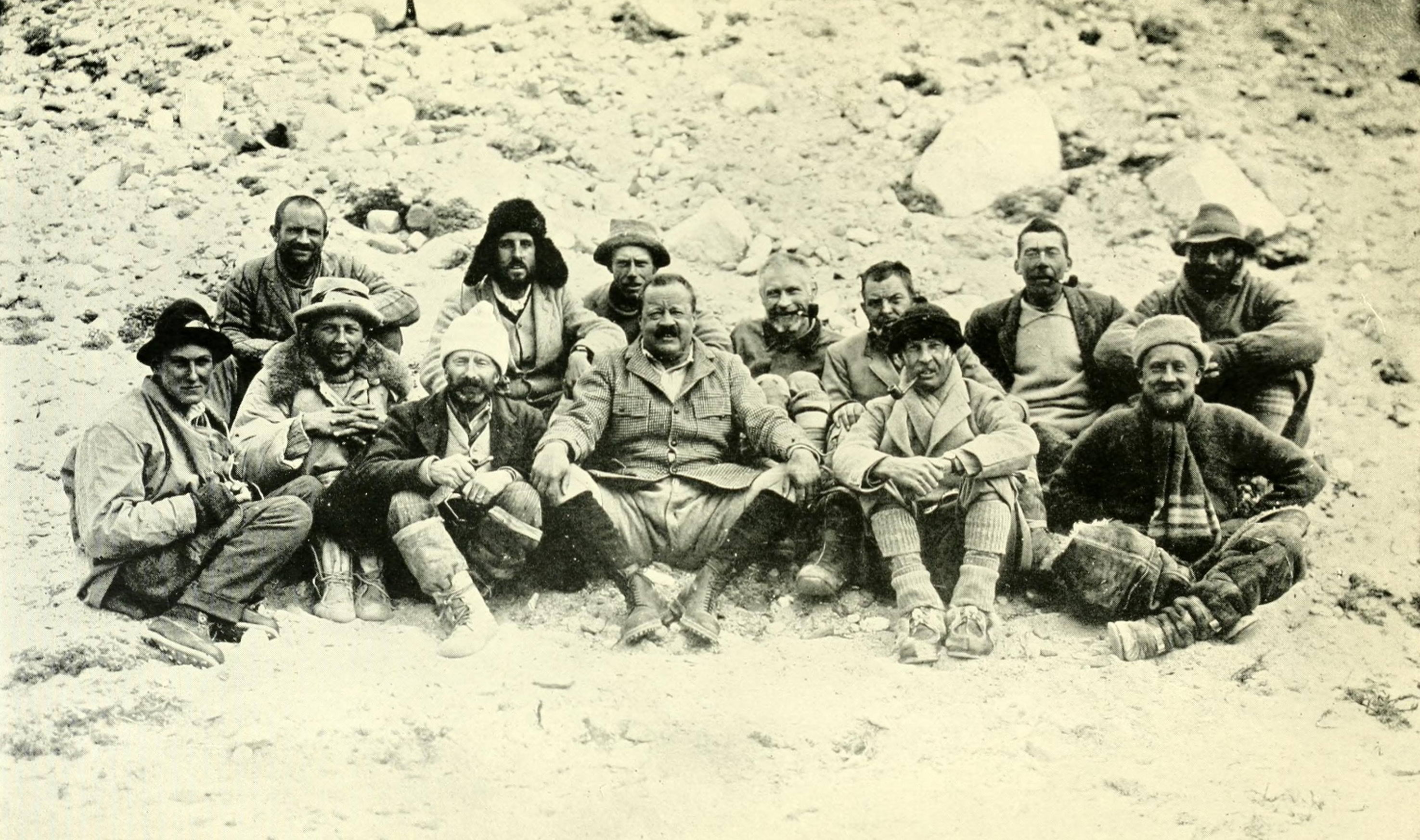
Die Teilnehmer im Base Camp

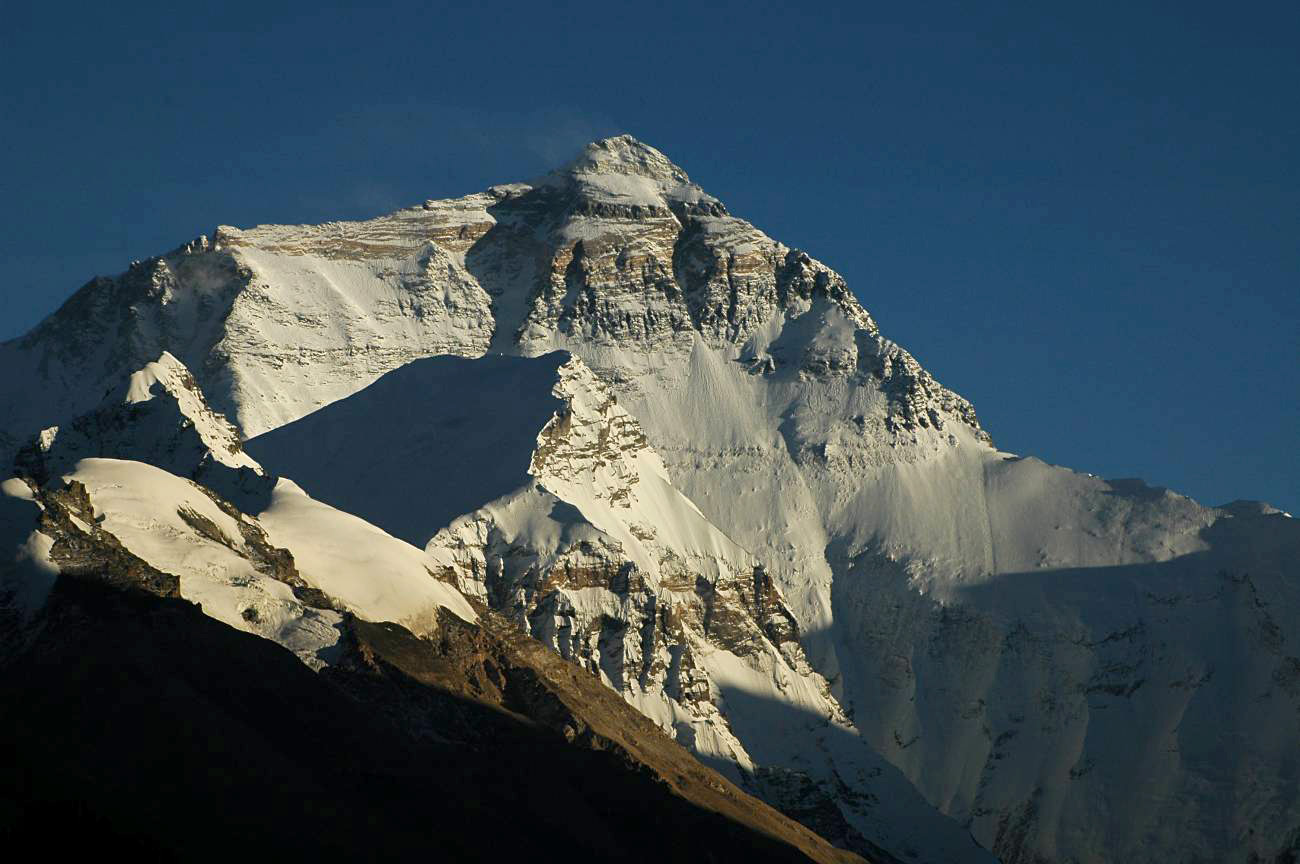
Die Nordflanke des Mount Everest

## Vorbereitungen
Die Besteigungsversuche des Mount Everest waren Teil des Pioniergeistes, der in dieser Zeit im britischen Empire herrschte. Nachdem die Briten weder den Nord- noch den Südpol als Erste erreicht hatten, galten nun ihre Anstrengungen der Eroberung des sogenannten „Dritten Pols“, also auf die Erstbesteigung des Mount Everest. Die ersten Expeditionen waren bereits in den Jahren 1915 und 1916 vom Brigadier Cecil Rawling geplant worden. Sie kamen wegen des Ersten Weltkrieges und danach durch den Tod von Rawling nicht zustande. Die in den 1920er Jahren unternommenen Expeditionen wurden vom Mount Everest Committee, das von der Royal Geographical Society und dem Alpine Club gebildet worden war, organisiert.
Die 1922er Expedition verfügte über Landkarten, die aus im Jahr 1921 stattgefundenen Vermessungen erstellt worden waren. John Noel übernahm die Aufgabe, eine Film- und Fotoausrüstung zusammenzustellen, um die Expedition bestmöglich zu dokumentieren. So gehörten drei Filmkameras, zwei Panoramakameras, vier Plattenkameras, eine Stereokamera und fünf sogenannte Westentaschen-Kodaks (Vest Pocket Kodak) zur Ausrüstung. Letztere waren Fotokameras, die klein und leicht genug waren, um von den Bergsteigern mit in große Höhen genommen zu werden. Die Bergsteiger sollten damit in der Lage sein, einen möglichen Gipfelerfolg nachzuweisen. Zudem wurde ein abdunkelbares Zelt zur Entwicklung der Fotos mitgenommen. Noel sind eine große Anzahl an Fotos und ein Film zu verdanken.
Während der vorbereitenden Expedition 1921 hatte man erkannt, dass die beste Zeit für eine Besteigung sehr wahrscheinlich die Zeit des Vormonsuns sei. Die Expeditionen in den Jahren 1922 und 1924 wurden diesen Erkenntnissen entsprechend geplant.

## Flaschensauerstoff als Besteigungshilfe
Das Jahr 1922 kann auch als Ausgangsjahr der bis heute andauernden Kontroverse über die Verwendung von Flaschensauerstoff beim Bergsteigen in große Höhen angesehen werden. Bei der Britischen Mount-Everest-Expedition 1921 hatte man schon Sauerstoffflaschen dabei, nutzte sie allerdings nicht. Alexander Mitchell Kellas, der ab etwa 1920 als einer der ersten Wissenschaftler überhaupt auf die nützliche Verwendung von Flaschensauerstoff in großen Höhen hingewiesen hatte, nahm zwar an der Expedition von 1921 teil, kam aber beim Anmarsch ums Leben. Wegen der damals noch sehr schweren Systeme war er allerdings selbst skeptisch, ob man sie bis ganz nach oben mitnehmen könne. Kellas’ Erkenntnisse wurden allgemein auch wenig beachtet, was vielleicht daran lag, dass er als Privatperson forschte. Mehr beachtet wurden die Druckkammerexperimente von Professor Georges Dreyer, der im Ersten Weltkrieg als höhenmedizinischer Berater der Royal Air Force tätig gewesen war. Nach seinen Untersuchungen, die er unter anderem mit George Ingle Finch betrieb, war er der Auffassung, dass in so großen Höhen das Überleben nur durch mit Sauerstoff angereicherte Atemluft möglich sei. Weiterhin wurden die Beobachtungen von Paul Bert herangezogen, der den Tod von Ballonfahrern in großen Höhen untersuchte. Dass 1922 Sauerstoffflaschen mitgegeben wurden, war Folge dieser Untersuchungen.
Eine solche Flasche enthielt etwa 240 Liter Sauerstoff. Vier solche Flaschen waren auf einem Tragegestell befestigt, das die Bergsteiger auf dem Rücken tragen sollten. Zusammen mit anderen Anbauteilen ergab sich ein Gesamtgewicht von etwa 14,5 kg. Somit hätte jeder Bergsteiger zu Beginn des Tages ein großes Zusatzgewicht zu tragen gehabt. Zehn dieser Systeme wurden der Expedition zur Verfügung gestellt. Obwohl eine Maske über die Nase und den Mund gezogen wurde, sollte zudem ein Schlauch im Mund gehalten werden. Dreyer hatte auch die Fließgeschwindigkeit vorgeschlagen: Auf 7000 m Höhe sollten 2 Liter Sauerstoff pro Minute fließen, beim Anstieg zum Gipfel dagegen 2,4 Liter pro Minute. Daraus ergab sich, dass eine Flasche für etwa 2 Stunden gereicht hätte. Der gesamte Sauerstoffvorrat wäre somit nach spätestens 8 Stunden aufgebraucht gewesen. Heutzutage werden meist 3- oder 4-Liter-Flaschen benutzt, die mit Sauerstoff unter einem Druck von 250 Bar gefüllt sind. Bei einer Fließgeschwindigkeit von 2 Liter pro Minute kann eine kleinere moderne Flasche also über 6 Stunden genutzt werden.
George Finch war auf der Reise für die Geräte verantwortlich, was auch an seiner Ausbildung zum Chemiker und seinem Interesse an dieser Technik lag. Er ordnete tägliche Übungen mit den Geräten an. Dabei traten schnell die Schwächen zu Tage: Die Apparaturen waren sehr störanfällig, wenig robust bei Stößen und sehr schwer bei geringem Inhalt an Sauerstoff. Es entbrannte wegen dieser Geräte ein Streit unter den Expeditionsteilnehmern; viele Bergsteiger wollten lieber ohne sie aufsteigen. Von den Trägern wurde die mit Sauerstoff angereicherte Atemluft als „englische Luft“ bezeichnet.

## Expeditionsteilnehmer
Die Expeditionsteilnehmer wurden nicht nur nach bergsteigerischen Qualitäten ausgewählt. So spielten sowohl die Schichtzugehörigkeit als auch die Zugehörigkeit zum Militär oder zu bestimmten Berufen eine gewichtige Rolle. Insbesondere in der Öffentlichkeit wurde auf die militärischen Ränge oder die Universitätsabschlüsse der einzelnen Expeditionsteilnehmer hingewiesen.
| Name                                                              | Funktion                                            | Beruf                                       |
| ----------------------------------------------------------------- | --------------------------------------------------- | ------------------------------------------- |
| Charles G. Bruce (1866–1939)                                      | Expeditionsleiter                                   | Soldat (Offizier, Rang: Brigadier General)  |
| Edward Lisle Strutt (1874–1948)                                   | Stellvertretender Expeditionsleiter und Bergsteiger | Soldat (Offizier, Rang: Lieutenant-Colonel) |
| George Mallory (1886–1924)                                        | Bergsteiger                                         | Lehrer                                      |
| George Ingle Finch (1888–1970)                                    | Bergsteiger                                         | Forscher und Lehrer am Imperial College     |
| Edward „Teddy“ F. Norton (1884–1954)                              | Bergsteiger                                         | Soldat (Offizier, Rang: Major)              |
| Henry Treise Morshead (1882–1931)                                 | Bergsteiger                                         | Soldat (Offizier, Rang: Major)              |
| Dr. Theodor Howard Somervell (1890–1975)                          | Bergsteiger                                         | Arzt                                        |
| Dr. Arthur William Wakefield (1876–1949)                          | Bergsteiger                                         | Arzt                                        |
| John Noel (1890–1989)                                             | Fotograf und Filmkameramann                         | Soldat (Offizier, Rang: Captain)            |
| Dr. Tom George Longstaff (1875–1964)                              | Expeditionsarzt                                     | Arzt                                        |
| John Geoffrey Bruce (der Vetter von Charles G. Bruce) (1896–1972) | Dolmetscher und Organisationsaufgaben               | Soldat (Offizier, Rang: Captain)            |
| C. John Morris (1895–1980)                                        | Dolmetscher und Organisationsaufgaben               | Soldat (Offizier, Rang: Captain)            |
| Colin Grant Crawford (1890–1959)                                  | Dolmetscher und Organisationsaufgaben               | Beamter der indischen Zivilverwaltung       |

Zu den eigentlichen Bergsteigern kam noch eine große Gruppe von Trägern hinzu, sodass die Expedition schließlich aus etwa 160 Männern bestand.

## Anreise

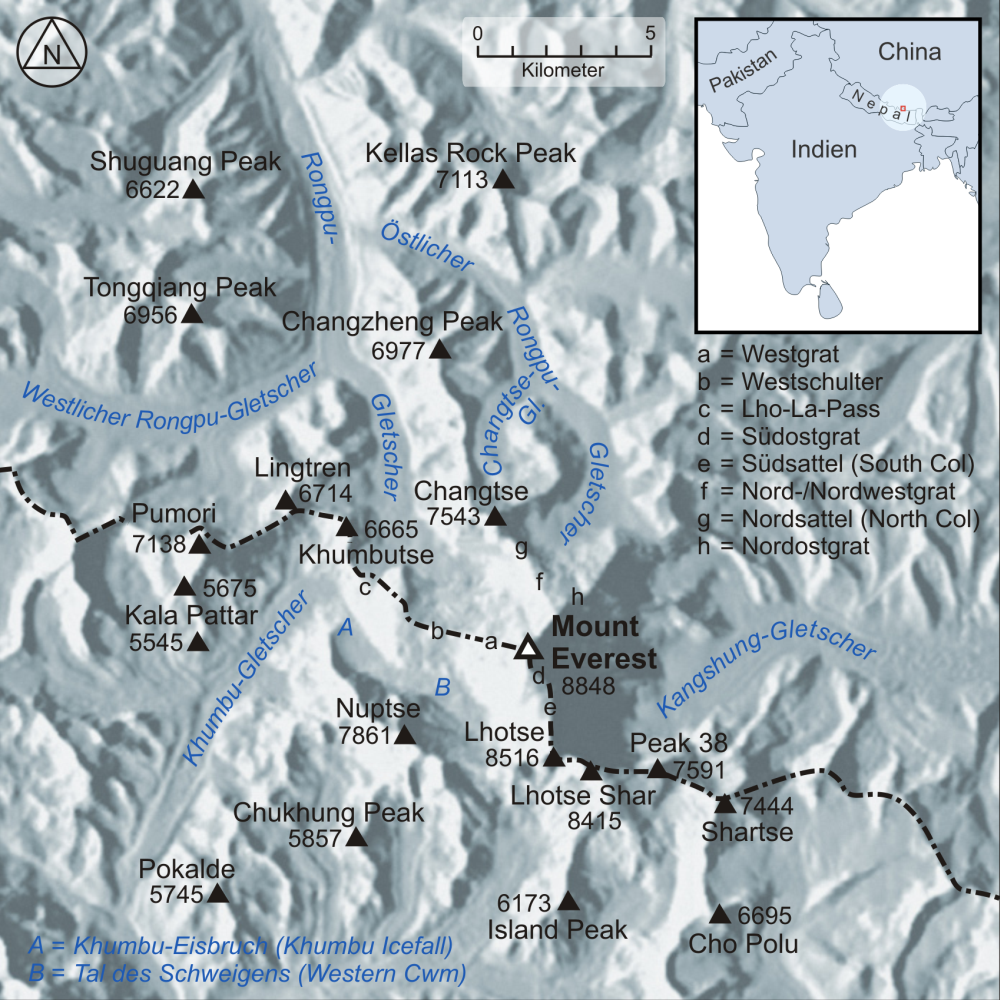
Karte des Mount Everest

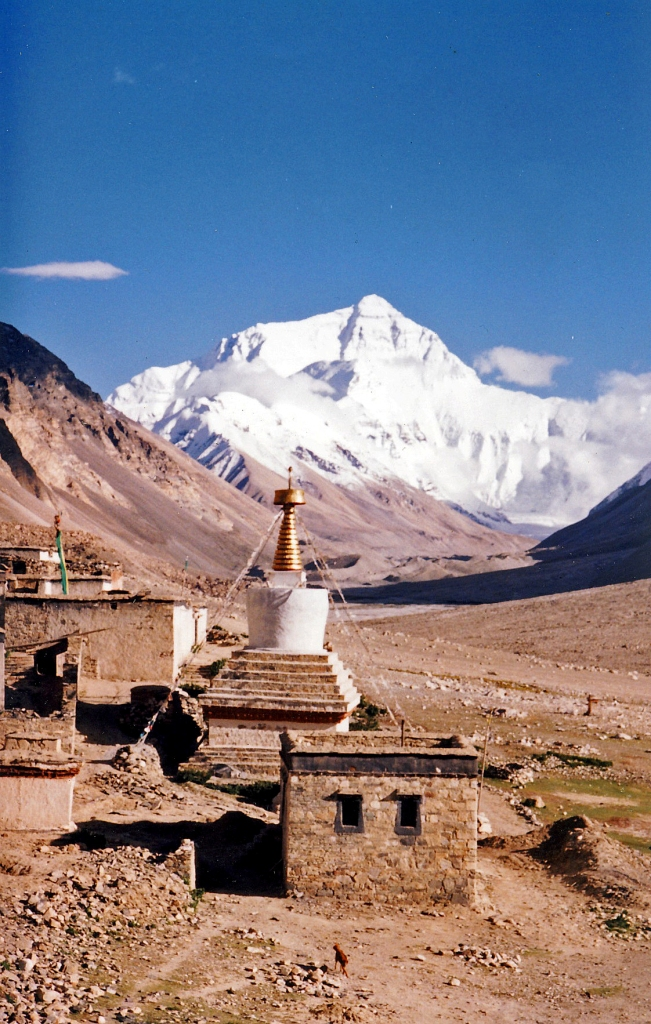
Rongpu-Kloster, im Hintergrund der Mount Everest

Der Weg zum Basislager folgte weitgehend der Route, die auch 1921 genommen wurde. Als Ausgangspunkt in Indien diente Darjiling, wo sich die Expeditionsteilnehmer Ende März 1922 sammelten. Einige der Teilnehmer waren bereits einen Monat vorher dorthin angereist, um Träger zu rekrutieren und weitere organisatorische Dinge zu erledigen. Für die meisten Expeditionsteilnehmer begann die Reise zum Mount Everest am 26. März. Crawford und Finch blieben zunächst zurück, um den Transport der Sauerstoffflaschen zu übernehmen. Diese erreichten Kalkutta erst etwa zu dem Zeitpunkt, als die Expedition schon Darjiling verließ. Die weitere Organisation funktionierte und die Flaschen wurden bald weitertransportiert.
Für die Reise durch Tibet lag die Genehmigung des Dalai Lama Thubten Gyatsho vor. Von Darjiling aus führte die Route über Kalimpong nach Phari Dzong und weiter nach Kampa Dzong, das am 11. April erreicht wurde. Hier rastete die Gruppe drei Tage, sodass Finch und Crawford mit den Sauerstoffflaschen aufholen konnten. Anschließend ging es weiter nach Shekar Dzong, um dann von Norden her zunächst das Rongpu-Kloster und anschließend den für das Basislager vorgesehenen Platz zu erreichen. Um sich besser zu akklimatisieren und um sich bei der vorherrschenden Kälte selbst warmzuhalten, wechselten die Teilnehmer der Expedition oft zwischen Reiten und Wandern. Am 1. Mai 1922 erreichte die Gruppe das Basislager am Rande des Rongpu-Gletschers.

## Geplante Aufstiegsroute
Den britischen Expeditionen stand in der Zeit vor dem Zweiten Weltkrieg nur der Zugang von Norden zur Verfügung. Mallory hatte im Jahr 1921 vom Lhakpa La aus eine gangbare Route zur Nordseite des Berges und weiter zum Gipfel entdeckt. Diese Route beginnt am Rongpu-Gletscher und verläuft dann über den einmündenden Östlichen Rongpu-Gletscher zunächst zum Nordsattel. Von dort aus ermöglichen die ausgesetzten Gipfelgrate (Nordgrat und Nordostgrat) den weiteren Aufstieg. Ein ernsthaftes, kräftezehrendes und klettertechnisch schwieriges Hindernis ist die mittlere von drei Felsstufen im Nordostgrat, der Second Step in etwa 8610 m Höhe, der vor dieser Expedition aber noch unbekannt war. Er hat eine Kletterhöhe von etwa vierzig Metern, die letzten fünf Meter sind fast senkrecht. Von dort führt die Gratroute mit relativ geringer Neigung zum Gipfel, der Weg ist jedoch noch recht weit und vor dem Gipfelschneefeld muss noch eine dritte, etwa zehn Meter hohe Stufe kletternd überwunden werden. Erstmals gelang chinesischen Bergsteigern im Jahr 1960 die Bewältigung dieser Route. Alternativ dazu erwogen die Briten damals, oberhalb des Nordsattels in die Nordflanke des Berges zu queren und über eine steile Schlucht, die später Norton-Couloir genannt wurde, den Gipfel zu ersteigen. Über diese Route erreichte erst Reinhold Messner im Jahr 1980 den Gipfel.

## Besteigungsversuche

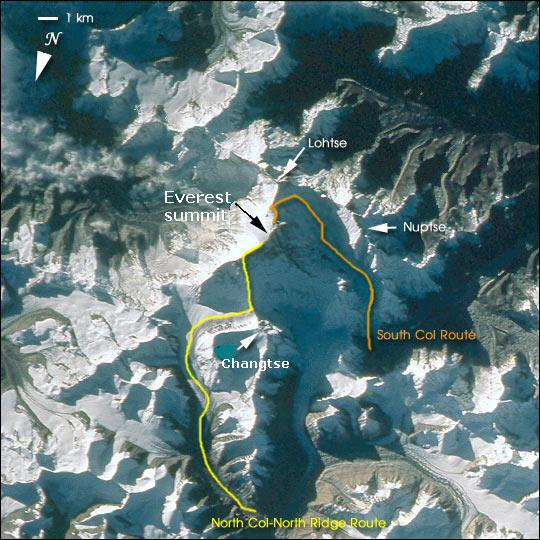
Die beiden Hauptrouten des Mount Everest, die 1922er Expedition versuchte den Aufstieg über die North-Col-North-Ridge-Route (gelb)

Ausgehend vom Basislager war der Weg über den Östlichen Rongpu-Gletscher noch weitgehend unbekannt. Deshalb unternahmen Strutt, Longstaff, Morshead und Norton ab dem 5. Mai eine erste eingehende Erkundung des Weges. Das vorgeschobene Basislager (Lager III) wurde am oberen Gletscherrand, unter den Steilhängen des Nordsattels, auf etwa 6350 m Höhe errichtet. Zwischen dem Basislager und dem vorgeschobenen Basislager wurden zwei weitere Lager eingerichtet: Lager I auf etwa 5400 m Höhe und Lager II auf 6000 m Höhe. Die Errichtung und Versorgung dieser Lager wurde von einheimischen Bauern unterstützt, die aber nur kurze Zeit helfen konnten, da sie ihre Felder zu bestellen hatten. Longstaff verausgabte sich bei der Errichtung dieser Lager, wurde krank und fiel für den Rest der Expedition als Bergsteiger aus.
Am 10. Mai verließen Mallory und Somervell das Basislager mit dem Ziel, auf dem Nordsattel das Lager IV zu errichten. Sie erreichten am 15. Mai das Lager III und wagten zwei Tage später den Aufstieg auf den Nordsattel. Das dort auf einer Höhe von etwa 7000 Meter angelegte Lager wurde in der Folge ebenfalls mit Vorräten versorgt. Der weitere Plan sah vor, dass zunächst Mallory und Somervell einen Besteigungsversuch ohne Sauerstoff-Flaschen unternehmen sollten, gefolgt von einem Versuch mit Sauerstoff-Flaschen von Finch und Norton. Da ein Großteil der Bergsteiger aber erkrankte, wurden diese Pläne aufgegeben. Die mehr oder weniger gesunden Bergsteiger Mallory, Somervell, Norton und Morshead sollten deshalb gemeinsam einen Besteigungsversuch unternehmen.

### Erster Besteigungsversuch
Dieser erste Besteigungsversuch wurde von Mallory, Somervell, Norton und Morshead, unterstützt von neun Trägern, ohne die Verwendung von zusätzlichem Sauerstoff ab dem 19. Mai von Lager III aus unternommen. Sie begannen gegen 08:45 Uhr den Aufstieg auf den Nordsattel. Der Tag war laut Mallory schön und sonnig. Gegen 13 Uhr errichteten sie die Zelte. Am folgenden Tag wollten die Bergsteiger nur das Nötigste mitnehmen: zwei der kleinsten Zelte, zwei Doppelschlafsäcke, Essen für eineinhalb Tage, Gaskocher und zwei Thermosflaschen. Die Träger waren jeweils zu dritt in Zelten untergebracht und zu diesem Zeitpunkt noch völlig fit.
Am folgenden Tag, dem 20. Mai, weckte Mallory die Gruppe gegen 5 Uhr morgens. Die Träger hatten die Nacht schlecht überstanden, da die Zelte kaum Sauerstoff ins Innere ließen. Nur fünf von ihnen wollten weitersteigen. Ihr Zustand besserte sich aber schnell, nachdem sie die Zelte verlassen hatten. Da auch das Zubereiten von Essen Probleme bereitete, wurde der Aufstieg erst gegen 7 Uhr fortgesetzt. Allerdings war das Wetter an diesem Tag nicht so gut wie am Vortag. Es war wesentlich kälter. Oberhalb des Nordsattels begingen sie unbekanntes Gelände: Noch nie war ein Bergsteiger auf dem Gipfelaufbau des Berges geklettert. Die begleitenden Träger hatten keine warme Kleidung und froren immer stärker. Da zudem das Schlagen von Stufen im harten Firn sehr anstrengend war, wurde der Plan aufgegeben, auf 8200 m Höhe ein Lager zu errichten. Stattdessen errichteten sie bereits auf 7600 m Höhe ein kleines Lager, das Lager V. Somervell und Morshead konnten ihr Zelt relativ gerade aufbauen, während Mallory und Norton ihr Zelt auf einer schrägen Fläche errichten mussten. Die Träger wurden nun wieder den Berg hinabgeschickt. An diesem Abend zeigten sich bei den Bergsteigern erste Anzeichen von Erfrierungen.
Am 21. Mai verließen die vier Bergsteiger gegen 06:30 Uhr ihre Schlafsäcke und waren um 8 Uhr startbereit. Während dieser Vorbereitungsphase fiel ein Rucksack mit Proviant den Berg hinunter. Morshead, der stark unter der Kälte litt, da er am Vortag seine warme Kleidung nicht angezogen hatte, konnte den Rucksack zurückholen. Allerdings war er danach so erschöpft, dass er den Besteigungsversuch nicht fortsetzen konnte. Der Aufstieg von Mallory, Somervell und Norton erfolgte entlang des Nordgrates Richtung Nordostgrat. Die Bedingungen waren erneut nicht ideal, da eine leichte Schneedecke die Route bedeckte. Sie war nach Aussagen Mallorys aber nicht schwer zu begehen. Kurz nach 14 Uhr entschieden sich die Bergsteiger zur Umkehr. Sie waren zu diesem Zeitpunkt etwa 150 m unterhalb des Nordostgrates. Die von ihnen erreichte Höhe von 8225 m bedeutete einen neuen Höhenweltrekord für Bergsteiger. Gegen 16 Uhr erreichten sie Morshead beim letzten Lager und stiegen dann gemeinsam weiter ab. Dabei kam es fast zu einem schweren Unglück, als außer Mallory alle Bergsteiger ausrutschten. Mallory konnte sie aber sichern. Die Rückkehr ins Lager IV wurde durch die Dunkelheit der Nacht erschwert. Am Morgen des 22. Mai begannen sie gegen 6 Uhr den Abstieg vom Nordsattel.

### Zweiter Besteigungsversuch

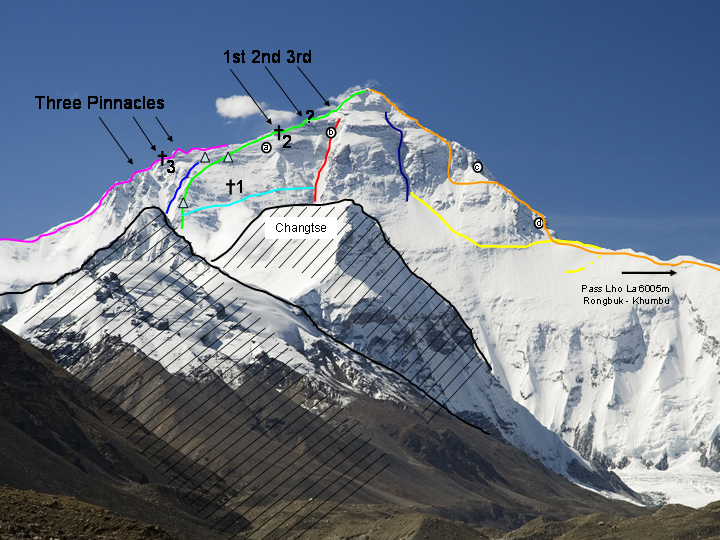
Nordwand des Mount Everest, die grüne Linie ist der damals versuchte Weg mit Hochlagern; die rote Linie kennzeichnet das Norton-Couloir; ? ist der 2nd Step; a) ist der Punkt, bis zu dem Finch kam

Der zweite Besteigungsversuch wurde von George Ingle Finch, Geoffrey Bruce und dem Gurkha Tejbir mit Sauerstoff-Unterstützung durchgeführt. Nachdem Finch wieder gesund war, musste er feststellen, dass außer ihm keine wirklichen Bergsteiger mehr zur Verfügung standen. Deshalb suchte er andere, die seiner Meinung nach fit genug für die Besteigung sein könnten. Bruce und Tejbir schienen ihm am ehesten qualifiziert. In der Zeit zuvor waren die Sauerstoffflaschen bis in das Lager III transportiert worden, sodass ausreichend Flaschen am Berg zur Verfügung standen. Die drei Bergsteiger erreichten dieses Lager am 20. Mai, konnten während der folgenden Tage die Sauerstoffflaschen testen und befanden sie für gut.
Am 24. Mai stiegen sie mit Noel auf den Nordsattel. Von dort begannen Finch, Bruce und Tejbir am darauffolgenden Tag bei mäßigem Wetter (es war sehr windig) gegen 8 Uhr mit dem Aufstieg über den Nordgrat zum Nordostgrat. Zwölf Träger transportierten die Sauerstoffflaschen und das weitere Material. Dabei zeigte sich erneut, dass die Verwendung von Flaschen-Sauerstoff Vorteile brachte: Die drei Bergsteiger konnten trotz ihrer größeren Last wesentlich schneller aufsteigen als die Träger. Da der Wind immer stärker wurde, mussten sie das Lager bereits auf 7460 m Höhe errichten. Am folgenden Tag, dem 26. Mai, verschlechterte sich das Wetter weiter, und die Gruppe konnte nicht weiter aufsteigen.
Der Aufstieg konnte somit erst am 27. Mai fortgesetzt werden. Zu diesem Zeitpunkt waren jedoch die Lebensmittelvorräte fast aufgebraucht, da kein so langer Aufenthalt geplant gewesen war. Trotzdem machten sie sich gegen 6:30 Uhr auf den Weg. Die Sonne schien, das Bergsteigen wurde aber durch einen stärker werdenden Wind erschwert. Tejbir, der keine winddichte Kleidung besaß, wurde bald langsamer und brach dann auf 7925 m Höhe zusammen. Finch und Bruce schickten ihn zurück zum Lager und setzten ihren Aufstieg zum Nordostgrat fort, von jetzt an nicht mehr angeseilt. Auf etwa 7950 m Höhe änderte Finch wegen des Windes die geplante Route und wich in die Nordflanke des Berges in Richtung der steilen, später Norton-Couloir genannten Schlucht aus. Dabei kamen sie in horizontaler Richtung gut voran, an Höhe gewannen sie aber kaum. Auf etwa 8326 m Höhe bekam Bruce plötzlich ein Problem mit dem Sauerstoffgerät. Finch bemerkte nun, dass Bruce sehr erschöpft war, und sie drehten um. Auch bei diesem Besteigungsversuch wurde somit der Höhenrekord erneut gebrochen. Gegen 16 Uhr erreichten die Bergsteiger das Lager auf dem Nordsattel und nur anderthalb Stunden später das Lager III.

### Dritter Besteigungsversuch
Nach dem Willen des Expeditionsarztes Longstaff hätte es keinen dritten Besteigungsversuch mehr gegeben: Sämtliche Bergsteiger hatten Erfrierungen oder waren anderweitig erkrankt und zudem völlig erschöpft. Da aber die anderen Ärzte, Somervell und Wakefield, kein großes Risiko sahen, wurde der dritte Versuch trotzdem unternommen.
Am 3. Juni 1922 starteten Mallory, Somervell, Finch, Wakefield und Crawford mit 14 Trägern am Basislager. Finch musste bereits am Lager I aufgeben. Die anderen kamen am 5. Juni in Lager III an und verbrachten dort einen Tag. Mallory war beeindruckt von den Leistungen Finchs – dieser war höher als er selbst gekommen und auch horizontal näher am Gipfel gewesen – und wollte nun ebenfalls Sauerstoffflaschen mitnehmen.
Am 7. Juni wurden die Träger oberhalb von Lager III von Mallory, Somervell und Crawford durch die Flanke des Nordsattels geführt. Die 17 Männer hatten 4 Seilschaften gebildet, wobei die europäischen Bergsteiger alle in der ersten Seilschaft gingen und die Spur traten. Auf halber Strecke löste sich plötzlich ein Schneebrett. Mallory, Somervell und Crawford wurden nur leicht verschüttet und konnten sich schnell befreien. Die Gruppe hinter ihnen wurde jedoch etwa 30 m weit mitgerissen, während die übrigen neun Träger der restlichen zwei Seilschaften in eine Spalte fielen. Zwei der Träger konnten gerettet, sechs weitere nur tot geborgen werden. Einer der Toten wurde nicht gefunden. Dieses Unglück bedeutete das Ende der Expedition. Bereits am 2. August waren alle Expeditionsteilnehmer zurück in Darjiling.

## Nach der Expedition
Nach der Rückkehr nach England unternahmen Mallory und Finch eine Vortragsreise und berichteten über die Expedition. Diese Reise hatte zwei Ziele: Zunächst sollte die interessierte Öffentlichkeit über die Ereignisse und Ergebnisse informiert werden, zum anderen sollte mit den Einnahmen eine weitere Expedition finanziert werden. Mallory führte zudem im Jahr 1923 eine dreimonatige Vortragsreise in Nordamerika durch. Während dieser Reise wurde Mallory gefragt, warum er auf den Mount Everest steigen wolle. Die berühmt gewordene Antwort Mallorys lautete: „Because it is there“ („Weil er da ist“). Die für das Jahr 1923 geplante Expedition zum Mount Everest musste aus finanziellen und organisatorischen Gründen um ein Jahr verschoben werden; unter anderem war die Vorbereitungszeit für eine erneute Expedition zu kurz.
Der Film, den Noel während der Expedition gedreht hatte, wurde ebenfalls veröffentlicht. Climbing Mount Everest lief zehn Wochen lang in der Philharmonic Hall in London und war nach einer misslungenen Premiere und dem nachträglichen Hinzufügen von Musik ein großer Erfolg.
Die Mitglieder der Expedition erhielten für ihre Leistungen den Prix olympique d’alpinisme bei den Olympischen Winterspielen von 1924. Allen 13 Teilnehmern wurde von Pierre de Coubertin persönlich je eine vergoldete Silbermedaille verliehen.
Im Jahr 2001 wurde das ehemalige Lager III auf einer Höhe von etwa 6350 m entdeckt. Dort wurden drei Sauerstoffflaschen, Konservendosen, Trockenbrennstoff-Kocher und Batterien gefunden. Weiterhin wurde eine Sauerstoffflasche des zweiten Besteigungsversuches vom Nordgrat aus in etwa 7570 m Höhe geborgen.